# Пикник (гурт)
«Пикник» (укр. «Пікнік») — радянський і російський рок-гурт, заснований у Ленінграді 1978 року. Відправною точкою нинішнього «Пікніка» самі учасники гурту вважають прихід до неї Едмунда Шклярського у 1981 році, або рік запису першого альбому — 1982 рік. Під час концерту гурту 22 березня 2024 року стався теракт у «Крокус-Сіті Голл».
Гурт часто виступав з концертами на підтримку соратників Путіна, у тому числі — в анексованому Росією Криму. Музиканти гурту Едмунд Шклярський, Леонід Кірнос, Марат Корчемний і Станислав Шклярський — фігуранти бази даних центру «Миротворець».

## Історія гурту

### 1978—1981
Гурт утворений у вересні 1978 року в Ленінграді зі студентів Ленінградського політехнічного університету (Політеху), які грали в аматорському гурті «Орион». До складу увійшли: Олексій Добичін (вокал, тексти), Сергій Омельниченко (гітара, вокал, тексти), Євген «Жак» Волощук (бас-гітара), Микола Михайлов (флейта) та Олександр Мацков (ударні). Через деякий час Мацкова за барабанами змінив Олександр Кондрашкін.
У березні 1979 року склад групи посилив однокласник Миколи Михайлова по музичному училищу і флейтист гурту «Вторник» Юрій Данілов. Репертуар гурту «Пикник» в ці роки спирався, головним чином, на пісні Добичина і Омельниченка — енергійні рок-н-роли, блюзи і біт.

### 1981—1983
У 1981 році Євген Волощук (бас-гітара) і Олексій Добичін (вокал) залишилися удвох. На вакантне місце гітариста Волощук запросив учасника групи «Лабиринт» Едмунда Шклярського (вокал, гітара, фортепіано). Едмунд прийшов не один, а разом з Олександром Савельєвим (гітара). Дебют Едмунда Шклярського в «Пикник» відбувся на одному з концертів Ленінградського рок-клубу 28 листопада 1981 року. Можна зустріти твердження, що учасники гурту вважають, що професійний і повноскладний гурт утворився саме у 1981 році, коли Едмунд Шклярський став лідером групи.
У 1982 році «Пикник» записує на студії Андрія Тропілло свій перший магнітоальбом «Дим», над яким працювала з новим барабанщиком Алі Бахтіяровим. В оригінальну версію альбому входили пісні «Диск-жокей» і «Кто много молчит» («Хто багато мовчить»), які виключено з трек-листа у перевиданнях. Також у «Дим» не потрапили з різних причин такі пісні, як «Велосипед», «За невинно убиенных» (увійшла пізніше в альбом «Немного огня») і деякі інші пісні. Назву альбому, яку запропонував Андрій Тропілло, було прийнято без довгих обговорень. Порядок композицій визначався простим чергуванням «швидка-повільна» і «від сильної до слабкої». Спочатку альбом не передбачав наявності обкладинки, навіть «віртуальної».
Восени 1982 року відбулося перше публічне представлення записів у клубі «Фонограф» в Ленінградському Палаці молоді.
У 1983 році «Пикник», поряд з гуртами «Аквариум», «Зоопарк» і «Россияне», стає лауреатом I фестивалю Ленінградського рок-клубу. В гурт на місце барабанщика приходить Леонід Кірнос. Записується перший варіант пісні «Великан» («Велетень»), яка вперше в музичній історії гурту потрапляє до хіт-параду газети «Смена» в рубриці «у сучасних ритмах».

### 1984—1987
У 1984 році в гурті відбувається розкол. «Пикник», у складі якого залишаються тільки Шклярський та Савельєв, виходить з Ленінградського рок-клубу. Після цього протягом двох років група не має постійного складу.
Пізньої осені на тій же студії Андрія Тропілло Шклярський та Савельєв за підтримки сесійних музикантів Сергія Вороніна (клавішні), Володимира Сизова (бас-гітара) і Олександра Федорова (ударні) записують свій другий альбом «Танец волка» («Танець вовка»). Альбом виявився сповнений похмурих образів і драматичних сюжетів, навіяних готичними оповіданнями Едгара По та Натаніеля Готорна, а в музичному відношенні близький до естетики бароко-року.
З 1985 року гурт починає активну гастрольну діяльність. У ЛБМ гурт показує програму «Танець Вовка» наживо. Вперше на сцені з'явився «електричний рот», який іноді подорожує з гуртом і тепер.
У тому ж році «Пикник» потрапляє до «чорних списків» гуртів, заборонених для тиражування в студіях звукозапису. Гурт зазнає нападок партійно-комсомольської преси, особливо за такі пісні, як «Опиумный дым» («Опіумний дим»).
Записаний перший варіант пісні «Праздник» («Свято»; вперше в історії групи застосовується комп'ютер), яка звучить в ефірі новорічної програми «Кружатся диски» на Ленінградському ТБ.
У 1986 році, також за допомогою комп'ютерів, записано пісню «Я почти итальянец» («Я майже італієць»). Група знаходить стабільний склад: Едмунд Шклярський (вокал, гітара), Віктор Євсєєв (бас-гітара, бек-вокал), Юрій Ключанцев (клавішні, саксофон), колишній учасник гурту «Зеркало» Сергій Воронін (клавішні) і Вадим Пономарьов (ударні). Записується перший варіант альбому «Иероглиф», що включає твір Йоганна Себастьяна Баха.
З допомогою Володимира Воронецького, Лева Левінсона і журналіста Михайла Садчикова «Пикник» у затяжному бою з худрадою отримує право на гастрольну діяльність, і наприкінці року гурт вирушає на свої перші гастролі в Таллінн і Донецьк.
Під час новорічних концертів в БК ім. Капранова знімається відеоряд на пісню «Иероглиф» («Ієрогліф»). З легкої руки Михайла Садчикова у групи з'являється можливість випустити свої пісні на фірмі грамзапису «Мелодія». Другий, класичний варіант альбому «Иероглиф» записується за чотири дні в студії Будинку композиторів. Через кілька місяців у музичних магазинах країни з'являється один з перших альбомів радянського рок-гурту, випущених на вініловому диску.
На диску «Место встречи — дискотека-3» («Місце зустрічі — дискотека-3») з'являється пісня «Я почти итальянец» з авторськими коментарями Артура Макарьева, що згодом став ініціатором запису другої вінілової платівки гутру «Пикник».
Навесні 1987 року до колективу знов вливається барабанщик Леонід Кірнос.

### 1988—1990
У 1988 році в Москві, на фірмі «Мелодія» здійснюється запис альбому «Родом ниоткуда». На гастролях в якості звукорежисера з групою працює Святослав Образцов. Влітку для програми «Утренняя пошта» в українській Ялті знімається кліп на пісню «Праздник». У вересні в СКК їм. Леніна в Ленінграді проходить три сольних концерти гурту «Пікніка» поспіль. У грудні гурт залишають Євсєєв і Ключанцев.
У 1989 році бас-гітаристом групи стає Володимир Сизов, який, як і Сергій Воронін, брав участь у запису альбому «Танец волка». Навесні «Пикник» гастролює разом з французьким гуртом «Dirty Side», а влітку бере участь у фестивалі прибалтійських міст у польському місті Сопот.
У 1990 році у гурта «Пикник» з'являється свій графічний символ, який тепер є на всіх дисках і сценічних декораціях. У травні в будівлі Мухінського училища знімається кліп на пісню «Дай себя сорвать» («Дай себе зірвати»). До гурту повертаються Євсєєв і Ключанцев, разом з ними приходить гітарист гуртів «Продолжение следует» і «Санкт-Петербург» Андрій Мерчанський. У цьому складі «Пикник» летить до Японії, в місто Осака, на фестиваль «Експо-90».

### 1991—1995
У 1991 році на «Ленфільмі» у Михайла Шемарова був записаний альбом «Харакири». В якості директора до гурту повертається колишній барабанщик Алі Бахтіяров. Влітку Едмунд Шклярський та Сергій Воронін беруть участь у пішій прощі до Папи Римського до польського міста Ченстохова. Після повернення з Польщі 22 серпня «Пикник» виступає на збірному концерті «Рок проти танків» на Палацовій площі Ленінграда, що проходив після серпневого путчу. У листопаді в ВКЗ «Октябрьский» в Санкт-Петербурзі з аншлагом проходить три сольних концерти поспіль.
У 1992 році на лейблі «Matuzalem» виходить у світ передостання грамплатівка «Пікніка» «Харакири», вперше оформлена самим Шклярским. В країні девальвація, і за концерт у Мінську група отримує мішок грошей (свій «мільйон у мішку»). З'являється ще один атрибут шоу — «вказуючий перст». У тому ж році виходить фільм Івана Охлобистіна «Арбітр» з саундтреком гуртів «Пикник» та «Оберманекен», отримав нагороду «Кінотавр» в категорії «Фільми для обраних».
У 1993 році «Пикник» бере участь у зйомці «Програми „А“» («Ад Либитум») і в концерті «Зворотна сторона Місяця» в ДК ім. Горбунова. Наприкінці року, за сприяння Олега Круглова, на лейблі «Аура» виходить перший CD групи — ремейк альбому «Дим», перезаписаного спеціально присутніми для цього музикантами першого складу, які грали на оригінальної запису.
16 лютого 1994 року у ВКЗ «Октябрьский» з дворічним запізненням група відзначила 10-річчя з моменту появи на світ альбому «Дим». Навесні з'являється другий CD гурту «Пикник» — «Немного огня». Тоді ж з групи йде Андрій Мерчанський.
Останній спалах «вінілу» — Олександр Савельєв на лейблі «АнТроп» випускає оригінальну версію альбому «Танец волка». Цей альбом, як і «Дим» роком раніше, перезаписується. Під час спільного концерту з групою «Наутилус Помпилиус» в Казахстані (місто Алма-Ата) відбувається знайомство з Вадимом Самойловим. Восени в автокатастрофі гине Алі Бахтіяров.
Восени 1995 року Едмунд Шклярський знайомиться з Віктором Грицаєнком, який згодом стає директором групи, і 6 грудня в ВКЗ «Октябрьский» проводить свою першу акцію-презентацію нової програми «Вампирские песни». Вперше чудеса виверження вогню демонструє Олександр Яровий. Альбом «Вампирские песни» записаний разом з вокалістом Андрієм Карпенком (відомим також як Анрі Альф).

### 1996—2000
У 1996 році після гастролей в Нижньому Новгороді групу остаточно покидають Євсєєв і Ключанцев. Бас-гітаристом стає Олександр Рокін. Записується і незабаром видається альбом «Жень-шень». Влітку на лейблі «Союз» виходить антологія записів групи «Пикник» на восьми дисках з книжкою-анотацією Андрія Бурлаки.
У 1997 році на лейблі «Аура» виходить наступний альбом — «Стекло». Вперше (на підспівках у пісні «Два великана») Шклярський залучає до запису своїх дітей: Аліну і Станіслава. 26 вересня в клубі «Ватрушка» знімається кліп на пісню «Лицо».
Павло Сурков зазначав, що «З кінця 90-х, коли у „Пикника“ почалося, по суті, нове життя — збільшилася кількість концертів, ускладнилося й модернізувалося шоу, що не дозволило гурту канути в безвість подібно іншим рок-героям 80-х — на сцені почали з'являтися сконструйовані Едмундом Шклярським дивні, але чарівні електроінструменти. Першим з таких інструментів стала „жива віолончель“ — виходить на сцену в пісні „Глаза Очерчены Углём“ дівчина, вздовж тіла якої натягалася струна зі звукознімачем, на якій Шклярський грав соло. Потім з'явився відомий „новоєгипетський інструмент“, зроблений на основі синтезатора Moog — дивного вигляду агрегат із величезним важелем звучить у легендарній пісні „Египтянин“».
1998 рік додав до антології гурту ще одне музичне відгалуження — електронний альбом «Пить электричество», записаний спільно з міфічною групою «Секта МО». «Секта МО» — це магічні об'єкти. Це люди, які не мають прямого відношення до даної музики. Але їх голоси були записані, семпловані й потім використані.
Того ж року покидає групу і повертається у радіобізнес директор Віктор Грицаєнко.
1999 року виходить компіляція пісень гурту «Пикник» та однойменна програма «The Best». Презентація програми відбулася в Санкт-Петербурзі 7 березня.
3 травня в ГЦКЗ «Росія» в Москві, знову ж таки з запізненням на 2 роки група відзначає 15-річчя «свідомого» життя.
Ненадовго у гурт вливається Стас Дрьомов, що встиг, однак, організувати гастролі гурту від Пітера до Владивостока і створити кліп на пісню «Шарманка».
У травні на посаді бас-гітариста Олександра Рокіна змінює Святослав Образцов.
Новорічну ніч з 31 грудня на 1 січня «Пікнік» зазначає ударним концертом у Санкт-Петербурзі, на площі біля Казанського собору, в 4 години ранку.
2000 року три українські бізнесмени та громадські діячі — Віктор Шпак, Ляшко Олег Юрійович та Юрій Гора ініціювали створення спільної програми гурту «Пикник» та Запорізького струнного оркестру під управлінням Всеволода Мадана.
21 жовтня «Пикник» бере участь у збірному концерті «Рок-Клуб — XX років» у ДС «Ювілейний».

### 2001—2005
У 2001 році на лейблі «Гранд Рекордс» виходить альбом «Египтянин». Для самої пісні створюється «новоєгипетський інструмент», а в шоу групи з'являється піротехнічний знак (у пісні «Фиолетово-чёрный»).
15 лютого в ДК «Дніпроспецсталь» у Запоріжжі і 15 березня в ДК ім. Ленсовета в Санкт-Петербурзі реалізується, нарешті, ідея спільних концертів групи з Запорізьким струнним оркестром з наступною появою відеоверсії акції, а також і аудіоверсії (концертного альбому).
24 лютого в Москві «Пикник» показує нову програму «Фіолетово-Чорний», а сама пісня потрапляє в ротації FM-радіостанцій по всій країні.
Навесні «Пикник» розпочинає співпрацю з командою «MZCreative». 29 жовтня першим «матеріальним» результатом цього співробітництва стає офіційний сайт групи: http://www.piknik.info [Архівовано 29 листопада 2012 у WebCite].
На початку 2002 року «Пикник» бере участь в гала-концертах наймасштабнішого на той час «реального» телешоу «Останній герой», виконуючи свою нову пісню «Говорит и показывает».
На лейблі «Гранд» виходить альбом «Чужой», що складається з двох рівних частин — 5 нових пісень і 5 пісень, що раніше лише виконувалися на концертах, або не ввійшли в раніше видані альбоми.
У серпні, на фестивалі «Нашествие-2002» в Раменському, «Пикник» показує фрагменти своєї нової програми «Дикие игри». В шоу бере участь театр Доктора Да — «ЧёрноеНебоБелое». Повністю програму «Пикник» показує у вересні в Санкт-Петербурзі, Москві та Мінську (за сумісництвом, це і ювілейні концерти, присвячені 20-річчю групи). В цих концертах беруть участь: Олексій Могилевський (саксофон), Сергій Гасанов (сітар) і театр братів Васильєвих. Пітерський концерт фіксується на відео для подальшого видання.
У січні 2003 року група відвідує з концертами німецькі міста Гамбург і Оснабрюк.
У березні лейбл «Гранд» видає альбом «Говорит и показывает», перший трек якого — «Серебра!» довгий час перебуває практично на вершині хіт-параду «Чартова дюжина», поступаючись лише групі «Кипелов». А сам альбом входить в п'ятірку «найбільш затребуваних» альбомів весни 2003 року.
2 квітня у МХАТі ім. Горького проходить прем'єра концертної програми «Говорить і показує», де брали участь Вадим Самойлов, Олексій Могилевський, Юта і запрошена скрипалька Ірина Сорокіна.
5 квітня проходить виступ у петербурзькому ДС «Ювілейний» в рамках VII церемонії «Премія Fuzz». «Пикник» номінований на Премію в категорії «Кращий live-гурт».
Буквально через кілька днів під час уральських гастролей востаннє на сцену виходить Святослав Зразків. Пізніше його замінив Марат Корчемний.
2 серпня на фестивалі «Нашествие-2003» «Пикник» представляє свою «камерну» програму. У вересні спільно з Вадимом Самойловим («Агата Кристи») гурт приступає до запису нового альбому — «Тень вампира».
18 жовтня у МХАТі ім. Горького разом з групою «Пикник» на сцену виходить Валерій Кипелов, спільно з яким виконуються пісні «Побежать бы за леса-горы» і «Там, на самом краю земли».
15 листопада відомий режисер Віталій Мухаметзянов (також відомий як Муха) екранізує трек з майбутнього альбому — «Не кончается пытка».
11 грудня «Пикник» та Вадим Самойлов показують нову програму «Тень вампира» у МХАТі.
15 лютого 2004 року відбувся офіційний реліз альбому «Тень вампира». Вперше в дискографії гурту в диск входить анімаційна «История Pro». Концерт в підтримку релізу проходить 2 березня в петербурзькому Палаці спорту «Ювілейний», де спільно з Вадимом Самойловим виконуються пісні з нового альбому і «greatest hits» у спеціальному аранжуванні.
28 квітня у московському ЦБХ відбулася зйомка концертної програми «Фрески».
У травні на запрошення німецької групи «Ostrov Ded» «Пикник» здійснює гастрольну поїздку німецькими землями. По закінченні гастролей, користуючись географічно зручним випадком, музиканти групи здійснюють паломництво до сеньйора Стефано Донатті.
Влітку записується пісня «Королевство кривых», і тоді ж починаються зйомки на неї кліпу. У жовтні «Пикник» представляє незвичайну програму — «Перевращения», яка через місяць виходить на DVD. Незвичність полягає у тому, що Едмунд Шклярський та Сергій Воронін «помінялися» інструментами — Шклярський грає на синтезаторі, а Воронін — на гітарі. Барабанщика Леоніда Кірноса в програмі немає. На задньому плані групі акомпанує симфонічний квартет (скрипка, альт, віолончель, флейта) під керуванням Дениса Васильєва.
У грудні група відзначає 20-річчя виходу альбому «Танец волка» концертом в компанії Н. В. Гоголя і пана Великого Інквізитора.
Початок 2005 року відзначено завершенням роботи над кліпом «Королевство кривых» і подальшим його прем'єрним показом у ЦБХ. Трохи пізніше, в квітні, в тому ж залі, двома аншлаговими концертами відзначається вихід альбому «Королевство кривых».
Тим часом, паралельно в Пітері клавішник групи «Алиса» Дмитро «Ослик» Парфьонов під псевдонімом DJ Donkey закінчує роботу над альбомом «Новоегипетские песни». До диску увійшли техно-версії хітів гурту «Пикник». Вокальну партію в пісні «Ночь» виконав лідер гурту «Алиса» Костянтин Кінчев. Альбом вийшов у світ у вересні.
У серпні Едмунд Шклярський бере участь у задумі Михайла Козирєва — створення російськомовного саундтрека до відомого творіння Тіма Бертона «Кошмар перед Різдвом». Едмунд заспівав за цілий хор вампірів. Текст коректувався «на ходу». Результат показаний на каналі «ТНТ» 31 жовтня.
Восени 2005 року у Києві стартував найграндіозніший у новітній історії гурту «Пикник» тур, ім'я якому — знову ж таки, «Королевство кривых» («Королівство кривих»). Видовищну частину туру втілили в життя Ірина Пономарьова та Олександр Зацепін (театр «Каркас»). Головний концерт туру відбувся в ВКЗ «Жовтневий» у Санкт-Петербурзі 7 листопада. Завдяки Богдану Дробязко цей виступ гурту було відзнято і згодом він вийшов на DVD.
У грудні режисер Віталій Мухаметзянов зробив для гурту відеокліп на пісню «У шамана три руки», а Едмунд Шклярський записав трек для фільму Віталія Мухаметзянова.

### 2006—2010
12 січня 2006 року у ЦДХ гурт «Пикник» грає концертну програму «Харакири», присвячену 15-річчу виходу у світ однойменного альбому.
5 лютого, при підтримці «Нашего Радіо», молодіжного телеканалу «О2ТВ» і музичного каналу «Music Box» виходить DVD «Королевство кривых (Live!)».
29 березня у ЦБХ проходить концерт, присвячений 10-річчю з моменту виходу у світ альбому «Жень-шень», на котрім виконуються пісні «Немое кино», «Скользить по земле», «Упругие их имена» і інші треки з цього альбому, які раніше не виконувалися колективом наживо. Для детальної візуалізації вистави підготовлене спеціальне шоу.
З 24 по 27 травня проходить концертний тур «Пікніка» містами Німеччини. Після гурт відправляється на Далекий Схід ще з трьома концертами.
29 липня «Пикник» виступає на фестивалі «Крылья», 4 серпня — на фестивалі «Балтийский Штурм» у Калінінграді, 6 серпня — на фестивалі «Нашествие — 2006». За заявою музикантів, на цьому фестиваль повинна була відбутися презентація пісні «Мракобесие и джаз», але насправді презентація цієї пісні відбулася на традиційному осінньому концерті у петербурзькому ВКЗ «Жовтневий» 8 жовтня, і трошки пізніше ця пісня потрапила у ротацію на «Наше радіо». (Слід зазначити, «Мракобесие и джаз» стала першою піснею групи «Пикник», яка опинилася на вершині «Чартової дюжини». Це було 24 листопада 2006 року.) [Архівовано 1 червня 2012 у WebCite]
На цьому ж концерті проходить прем'єра програми ювілейного туру «XXV» («25»), яку «Пикник» невдовзі повезе по містах. Вперше використовується Surround FX-система, з допомогою якої вдалося «оживити» звукові ефекти. На пісні «Мракобесие и Джаз» пан Джазовий Мракобес виконує соло на оголених високовольтних проводах. Окрім того, має місце імпровізована постановка театру тіней.
Своїм візитом ювілейний концерт вшанували Андрій Бурлака і Юрій Шевчук. Перший повідомив, що готує до видання велику рок-енциклопедію, а Юрій Шевчук виконав «осінньо-весняну» пісню.
26 листопада у прямому ефірі на телеканалі «О2ТВ» у рамках спецпроекта «Комуналка» проходить квартирник «Пікніка».
6 грудня не стало клавішника гурту Сергія Вороніна. Група опинилася у складному положенні: недивлячись на те, що всі пісні пише Шклярський, клавішні завжди грали у аранжуванні помітну роль, до того-ж Воронін, який відіграв у гурті двадцять років, з півслова розумів всі музичний ідеї Шклярського. Пару разів у той зимовий період група виступала з скриплкою Іриною Лавриною, кілька концертів з ними грав син Шклярського Станислав, але у середині січня Едмунд Шклярський запросив на посаду клавішника Віктора Євсєєва.
У січні 2007 року Едмунд Шклярський записує саундтрек до фільму «Закон мышеловки» режисера Олександра Якимчука.
На початку лютого виходить реліз нового альбому гурту, який називається «Мракобесие и джаз».
24 лютого 2007 року «Пикник» грає великий ювілейний концерт у ДС «Лужники», присвячений 25-літтю колективу. На ювілей «Пікніка» запрошені такі гурти і музиканти, як «Агата Кристи», Валерій Кіпєлов, «Би-2» та «Кукрыниксы». Також, окрім чотирьох сталих учасників гуоту, на сцені у «Лужниках» грають запрошені музиканти — Ірина Сорокіна, Наталія Вороніна і Станіслав Шклярський, який згодом став клавішником гурту.
З 10 по 23 квітня ювілейний тур «XXV» проходить містами України.
27 квітня у городі Тула і 3 травня у московському ЦБХ «Пикник» і Вадим Самойлов здійснюють виступ під назвою «Вампирські пісні». Окрім треків відповідного альбому, у програму входять класичні пісні «Пікніка», які гурт виконує спільно з Вадимом.
4 травня на концерті у ЦБХ на сцені разом з групою виступають музиканти Інна Желанна і Сергій Калачов. У сет-ліст концерту входить кілька творів, що вперше виконувалися для широкого загалу.
Кінець червня знаменуєтся виходом на екрани українського телеканалу «1+1» телесеріалу «Закон мышеловки» — продукт співпраці Едмунда Шклярського і режисера Олександра Якимчука.
У першій половині липня виходить у світ DVD з архівним концертом «Пікніка» у СКК ім. Леніна (Ленинград, 1988 рік) і ТВ-зьомкми (Саратов, 1987 рік).
Восени 2007 року гурт відправляється у великий тур «Мракобесие и Джаз» по всій країні (Росія). 10 грудня — концерт у місті Гомель (через 25 років після першого концерту у цьому місті). 21 і 22 грудня у московському ЦБХ відбулось два концерти — «The Best» і «На луче» відповідно.
У 2008 році записується і виходить новий альбом «Железные мантры».
У квітні 2008 року гурт відправляється у тур Україною з програмою «Мракобісся і Джаз», виступає у Донецьку, Полтаві, Сімферополі, Харкові, Черкасах, Дніпрі, Одесі, Херсоні та Києві.
1 жовтня 2008 року з міста Мурманська почався новий тур гурта «Пикник» країною — «Полнолуние».
Також у 2008 році гурт записує кавер на пісню групи «Наутилус Помпилиус» «Нежный вампир» для дводискового триб'юту цьому колективу за авторством В'ячеслава Бутусова і «Ю-Питер» — «Нау Бум».
23 вересня 2009 року концертом у місті Ухта стартував тур «Железные мантры».
Осені 2009 року «Пикник» бере участь у проекті «Нашего радіо» «Соль», у рамках якого відомі рок-музиканти виконують російські народні пісні. «Пикник» записує для цього проекту пісню «Любо, братцы, любо».19 грудня «Пикник» дає клубний концерт в петербурзькому клубі «Зал Ожидания»
У лютому 2010 року гурт відправляється у «ранньовесняний тур» містами Поволжя. 13 лютого «Пикник» виступає у СКК «Петербурзький» на фестивалі «Чартова Дюжина».
7 квітня «Пикник» випустив новий альбом — «Театр абсурда». У альбом увійшли 11 композицій.
11 вересня 2010 року в Нефтеюганську стартував тур «Театр абсурду».

### 2011—2018
У 2011 році гурт завершує тур «Театр абсурда» і приступає до створення програми нового, ювілейного туру «30 световых лет», присвяченого 30-річчю гурту «Пикник». У головних концертах у Льодовому Палаці в Санкт-Петербурзі і концертному залі «Crocus City Hall» в Москві в якості гостей беруть участь Вадим Самойлов, В'ячеслав Бутусов і група «Ю-Питер», Олексій Могилевський і Хелавіса. У цьому ж році виходить альбом «Три долі», на якому були виконані народні пісні воєнних і довоєнних років.
Навесні 2012 року виходять DVD і Blu-Ray з записом ювілейного концерту «30 світлових років» в Льодовому Палаці Санкт-Петербурга.
Наприкінці травня проходять три спільні концерти з Вадимом Самойловим у Волгограді, Ростові-на-Дону і Краснодарі, на яких грається програма «Вампірські пісні».
Оголошується про початок роботи над альбомом «Певец декаданса» і анонсується нова концертна програма «Декаданс», що стартувала 5 жовтня концертом в Москві і завершилася 22 травня 2013 року концертом у Благовєщенську.
Крім того, у вересні 2012 року вперше за свою тридцятирічну історію група зробила міні-тур по Канаді і США, де глядачам у ряді міст була представлена ювілейна програма «30 світлових років».
6 червня 2013 року група вперше взяла участь у фестивалі «Рок над Волгою-2013».
1 вересня виходить сингл «Азбука Морзе».
27 вересня в місті Ухта стартує новий тур «Пікніка» під назвою «Азбука Морзе».
5 листопада опубліковано мобільний додаток «Piknik» для платформи iOS, яке розроблене студією Litvinsky [Архівовано 28 лютого 2022 у Wayback Machine.].
20 травня 2014 року в Южно-Сахалінську був зіграний останній концерт туру «Азбука Морзе».
9 вересня вийшов новий альбом «Чужестранец» («Чужинець»). Тур під назвою «Чужестранец» стартував у Москві 5 жовтня 2014 року і закінчився 21 травня 2015 року у Владивостоці.
Восени 2015 року гурт представив нову програму «Большая игра».
З осені 2016 року по весну 2017 року «Пикник» проводить ювілейний тур, присвячений 35-річчю гурту.
26 вересня 2017 року, в день народження Едмунда Шклярського, вийшов 22-й номерний альбом «Искры и канкан». З 11 жовтня починається тур, присвячений його презентації.
16 березня 2018 року на 50-му кілометрі траси «Володимир — Гусь-Хрустальний — Тума» мікроавтобус, що перевозив групу на концерт в Рязань, потрапив у важке ДТП. Музиканти групи, в тому числі соліст Едмунд Шклярський, серйозно постраждали.

### 2019 до тепер
1 вересня 2019 року гурт випустив альбом "В руках велетня".
13 листопада 2020 року відбулася прем'єра відеокліпу на пісню "Колдун".
24 вересня 2021 року в "Чартовій Дюжині" "Нашого радіо" в день свого релізу стартував сингл "Все перевернётся", а 26 вересня на пісню вийшов анімаційний відеокліп (автор персонажів - художник Вася Ложкін, автор сюжету - Марат Корчемний).
26 серпня 2022 року вийшов новий альбом "Веселый и злой". Альбом містить 11 нових треків і 4 додаткових.
22 березня 2024 року перед початком концерту "Пікніка" в "Крокус Сіті Холі" був здійснений теракт. В Інстаграмі гурту через три години після події з'явилося повідомлення, що музиканти і менеджмент живі і перебувають у безпеці.

## Склад гурту

### Поточний склад
- Едмунд Шклярський — вокал, гітара, електро-механічні інструменти і декорації, 12-струнна гітара (камерний варіант) (1981—наші дні)
- Леонід Кірнос — ударні (1983—1984, 1985, 1987—наші дні)
- Марат Корчемний — бас-гітара, бек-вокал (2003—наші дні)
- Станіслав Шклярський — клавішні, аранжування духових, вокал (2008—наші дні)

### Технічний персонал
- Володимир Сафронов — директор
- Віктор Домбровський — звукорежисер
- Костянтин Петров — декорація
- Сергій Пряхін — світло

### Колишні учасники
- Олексій Добичін — вокал (1978—1983)
- Євген Волощук — бас-гітара (1978—1984, 1985)
- Сергій Омельниченко — гітара, вокал (1978—1981)
- Микола Михайлов — флейта, саксофон (1978—1981)
- Олександр Мацков — ударні (1978)
- Олександр Кондрашкин — ударні (1978—1979, 1980)
- Юрій Данилов — флейта, кларнет (1979—1981)
- Олександр Євсєєв — ударні (1979)
- Микола Корзинин — ударні (1979—1980)
- Петро Трощенков — ударні (1980—1981)
- Павло Кондратенко — клавішні (1980)
- Олексій Мальків — клавішні (1980)
- Михайло Панаєв — вокал (1980—1981)
- Олександр Савельєв — гітара, звукорежисер (1981—1990)
- Шарифжан Абдулов — ударні (1981)
- Алі Бахтіяров — ударні (1981—1983)
- Віктор Морозов — ударні (1982)
- Вадим Лебанидзе — клавішні (1983)
- Сергій Шепель — гітара (1983)
- Володимир Сизов — бас-гітара (1984, 1989—1990)
- Віктор Сергєєв — клавішні (1984)
- Сергій Воронін — клавішні (1984, 1986—2006)
- Олександр Федоров — ударні (1984)
- Віктор Євсєєв — бас-гітара, бек-вокал (1985—1988, 1990—1996), клавішні (2007)
- Юрій Ключанцев — клавішні, саксофон, перкусія (1986—1988, 1990—1996)
- Вадим Пономарьов — ударні (1986—1987)
- Андрій Мерчанський — гітара (1990—1994)
- Олександр Рокін — бас-гітара, бек-вокал (1996—1999)
- Святослав Образцов — бас-гітара, бек-вокал (1999—2003)

### Запрошені учасники
- Олександр Яровий — «вогненний шаман», бубон, танці (1995—2005, епізодична участь у концертах та фестивалях)
- Ірина Сорокіна — скрипка (2003—2008)
- Олексій Могилевський — саксофон (2002, 2003, 2007, 2011)
- Вадим Самойлов — вокал, гітара, бек-вокал (2003, 2007, 2011—2012)
- Ірина Пономарьова (театр «Каркас») — образи, декорації, театр тіней (2005—2007)
- Олександр Зацепін (театр «Каркас») — образи, декорації, театр тіней (2005—2007)
- Володимир Сафронов — клавішні (2007—2008, 2015)
- Сергій Гасанов — ситар (участь на фестивалі НАШЕСТВИЕ 2002 та ювілейних концертах наступного туру)
- Ірина Пономарьова — «жива віолончель»
- Ігор Васильєв — сценічні образи, танці
- Володимир Ярин — сценічні образи
- Олег Семенов — сценічні образи
- Єлизавета Ярина — сценічні образи

## Дискографія

### Студійні альбоми
| Рік виходу | Назва                               | Коментар                                         |
| ---------- | ----------------------------------- | ------------------------------------------------ |
| 1982       | Дым                                 |                                                  |
| 1984       | Танец волка                         |                                                  |
| 1986       | Иероглиф                            |                                                  |
| 1988       | Родом ниоткуда                      |                                                  |
| 1991       | Харакири                            |                                                  |
| 1994       | Немного огня                        |                                                  |
| 1995       | Вампирские песни                    | З вокалістом Андрієм Карпенко                    |
| 1996       | Жень-шень                           |                                                  |
| 1997       | Стекло                              |                                                  |
| 1998       | Пить электричество (сольный альбом) | З неіснуючим гуртом «Секта МО»                   |
| 2001       | Египтянин                           |                                                  |
| 2002       | Чужой                               |                                                  |
| 2003       | Говорит и показывает                |                                                  |
| 2004       | Тень вампира                        | Спільний проект з Вадимом Самойловим             |
| 2005       | Королевство кривых                  |                                                  |
| 2007       | Мракобесие и джаз                   |                                                  |
| 2008       | Железные мантры                     |                                                  |
| 2010       | Театр абсурда                       |                                                  |
| 2011       | Три судьбы                          | Народні пісні та пісні воєнних і довоєнних років |
| 2012       | Певец декаданса                     |                                                  |
| 2014       | Чужестранец                         |                                                  |
| 2017       | Искры и канкан                      |                                                  |

### Збірки
| Рік виходу | Назва                        | Коментар                                                                            |
| ---------- | ---------------------------- | ----------------------------------------------------------------------------------- |
| 1993       | Коллекционный альбом ’83-’93 |                                                                                     |
| 1999       | The Best                     |                                                                                     |
| 2001       | Фиолетово-чёрный             |                                                                                     |
| 2002       | Настоящие дни (1982—1992)    |                                                                                     |
| 2002       | Смутные дни (1992—2002)      |                                                                                     |
| 2005       | Новоегипетские песни         | збірка електронних обробок, зроблених Дмитром Парфьоновим під псевдонімом DJ Donkey |
| 2011       | 30 световых лет              | збірка, що разповсюджувалася тільки на концертах                                    |
| 2013       | Азбука Морзе                 |                                                                                     |
| 2015       | Большая Игра                 |                                                                                     |
| 2016       | 35                           |                                                                                     |

### Триб'юти (присвячення)
- 2003 — Пикник. Трибьют

## Відеографія

### DVD і VHS
- 2001 — «Live», концерт у БК ім. Ленради (Санкт-Петербург, 15 березня 2001).
- 2004 — «Превращение», концерт у ЦДХ (Москва, 7 жовтня 2004).
- 2006 — «Королевство кривых (Live!)»[31], концерт у ВКЗ «Октябрьский» (Санкт-Петербург, 7 листопада 2005).
- 2007 — «Пикник. Live! 1988», концерт у СКК им. Ленина (Ленінград, 30 вересня 1988) і ТБ-зйомки (Саратов, 1987).
- 2008 — «XXV», концерт у ДС «Лужники» (Москва, 24 лютого 2007), ВКЗ «Октябрьский» (Санкт-Петербург, 8 жовтня 2006) і матеріали, що не ввійшли до DVD «Королевство кривых (Live!)» (7 листопада 2005). Також бонус-кліпи і дорожні замітки.
- 2009 — DVD «Железные Мантры», відеокліпи й концертні версії пісень.
- 2012 — DVD і Blu-ray «30 световых лет», ювілейний концерт у Ледовому палаці (Санкт-Петербург).

### Відеокліпи
- 1986 — «Иероглиф»
- 1987 — «Ты вся из огня»
- 1988 — «Праздник»
- 1989 — «Бал»
- 1990 — «Дай себя сорвать»
- 1991 — «С тех пор, как сгорели дома»
- 1996 — «Твоё сердце должно быть моим», режисер Віктор Грицаєнко
- 1996 — «Немое кино»
- 1997 — «Лицо», режисер Віктор Грицаєнко
- 1998 — «Пить электричество»
- 1999 — «Шарманка», Станислав Дрьомов
- 2000 — «Фиолетово-чёрный»
- 2003 — «Не кончается пытка», режисер Віталій Мухаметзянов
- 2004 — «Королевство кривых»
- 2005 — «У шамана три руки», режисер Ігор Трощенко
- 2007 — «От Кореи до Карелии»
- 2007 — «Из мышеловки», режисер Ігор Трощенко
- 2007 — «Мракобесие и джаз»
- 2008 — «Существо»
- 2008 — «Приоткроется дверь…»
- 2009 — «Цветок ненастья»
- 2009 — «Здесь живут дома-колодцы»
- 2009 — «Недобитый романтик»
- 2009 — «Вот же это слово»
- 2009 — «Колдыри да колдобины»
- 2009 — «Гиперболоид»
- 2011 — «Кукла с человеческим лицом»
- 2013 — «Игла»[32]
- 2015 — «Чужестранец»
- 2015 — «Танго „Чёрная каракатица“»
- 2016 — «Мы как трепетные птицы»

## Згадки в художній літературі
Пісні гурту «Пикник» згадуються в циклі романів Сергія Лук'яненка «Дозори» і в першій книзі серії «Хроніки Дивного королівства» О. Панкеєвої, в серії книг «Світ Барліони. Шлях шамана» В. Маханенка.

## Громадянська позиція
У 2016 приїхали до окупованого Криму, де заявили журналістам, що їм начхати на санкції. 
У травні 2022 року Захар Прилєпін у своєму телеграм-каналі написав, що лідер гурту «Пікнік» Шклярський допоміг із закупівлею запчастин для військової техніки на фронті.